# Nicolás Falero
Nicolás Falero Orte (Montevideo, 11 de enero de 1921 - Montevideo, 1986) fue un futbolista uruguayo que jugaba de delantero. 

## Trayectoria
Su primer club fue Central de Uruguay. Con este club fue el máximo goleador del Campeonato Uruguayo 1945 con 19 goles. En 1947, recién incorporado a Peñarol, se consagró como goleador del Campeonato Uruguayo 1947 con 18 goles.

## Selección nacional
Ha sido internacional con la Selección de fútbol de Uruguay en varias ocasiones, llegando a disputar el Campeonato Sudamericano de 1945 disputado en Chile.

### Participaciones en Copa América
| Copa                         | Sede      | Resultado | Partidos | Goles |
| ---------------------------- | --------- | --------- | -------- | ----- |
| Campeonato Sudamericano 1945 | Chile     | 4º lugar  | 3        | 1     |
| Campeonato Sudamericano 1947 | Argentina | 3º lugar  | 7        | 7     |

## Clubes
| Club    | País    | Año       |
| ------- | ------- | --------- |
| Central | Uruguay | 1942-1946 |
| Peñarol | Uruguay | 1947-1950 |

## Palmarés

### Campeonatos nacionales
| Título              | Club    | País    | Año  |
| ------------------- | ------- | ------- | ---- |
| Torneo Competencia  | Peñarol | Uruguay | 1947 |
| Torneo Competencia  | Peñarol | Uruguay | 1949 |
| Campeonato Uruguayo | Peñarol | Uruguay | 1949 |

### Distinciones individuales
| Distinción                                         | Año  |
| -------------------------------------------------- | ---- |
| Máximo goleador del Torneo Competencia (14 goles)  | 1944 |
| Máximo goleador del Campeonato Uruguayo (19 goles) | 1945 |
| Máximo goleador de la Copa América (7 goles)       | 1947 |
| Máximo goleador del Campeonato Uruguayo (18 goles) | 1947 |